# Abyss Studio

Abyss Studio je nahrávací studio založené v roce 1994 a sídlící ve švédské vesnici Pärlby poblíž města Ludvika. Je vlastněno a provozováno švédským hudebníkem Peterem Tägtgrenem. Ten se zde zaměřuje především na nahrávání metalových desek, včetně alb svých vlastních skupin Hypocrisy a Pain.